# Do Not Disturb (film, 2012)
Pour les articles homonymes, voir Do Not Disturb.
Pour plus de détails, voir Fiche technique et Distribution.
Do Not Disturb est un film français réalisé par Yvan Attal, sorti en 2012. C'est le remake du film américain Humpday sorti en 2009 et réalisé par Lynn Shelton.

## Synopsis
Jean-François, dit « Jeff », débarque un soir sans prévenir chez son vieux copain Ben Azuelos. Ce dernier ayant une vie trop rangée, Jeff l'entraîne alors dans une fête. Durant la soirée, le sujet du porno amateur est évoqué. Jeff et Ben se lancent alors un pari : ils coucheront ensemble devant une caméra. Le lendemain, ils ne peuvent se dégonfler…

## Fiche technique
- Réalisation : Yvan Attal
- Scénario : Yvan Attal et Olivier Lecot, d'après Humpday de Lynn Shelton
- Photographie : Thomas Hardmeier
- Montage : Jennifer Augé
- Décors : Thierry François
- Sociétés de production : Les Films du 24
- Distribution : UGC (France)
- Budget : 8 810 000 euros[1]
- Durée : 88 minutes
- Genre : comédie dramatique
- Dates de sortie :

 France : 3 octobre 2012

## Distribution
- Yvan Attal : Ben Azuelos
- François Cluzet : Jean-François, dit « Jeff »
- Laetitia Casta : Anna Azuelos
- Charlotte Gainsbourg : Lilly
- Asia Argento : Monica
- JoeyStarr : le codétenu dans la cellule de dégrisement
- Léon Vitale : le contrôleur de la RATP

## Production
Contrairement à ces deux précédents films comme réalisateur, Yvan Attal fait ici un « film de commande » après avoir été sollicité par des producteurs ayant acheté les droits de Humpday de Lynn Shelton pour en faire un remake. L'acteur-réalisateur est cependant d'emblée séduit par le projet :

« L’envie était [...] double, jouer un des rôles et aussi mettre en scène une histoire qui ne vient pas de moi. Comme pour me mettre vraiment à la place d’un réalisateur. Il n’était pas question pour moi de tout chambouler pour justifier le remake. Je voulais au contraire rester fidèle, en adaptant toutefois à la France. Malgré tout, il fallait que ce film devienne le mien et c’était un travail plus qu’intéressant de tourner le sujet d’un autre, de me l’approprier tout en répondant au cahier des charges des producteurs. »

— Yvan Attal
Pour l'écriture du scénario, Yvan Attal décide de collaborer avec Olivier Lecot avec lequel il a écrit son segment du film collectif New York, I Love You (2008).
Le tournage a lieu à Paris.

## Accueil
En France, le film obtient des critiques plutôt négatives. Il décroche une note moyenne de 2⁄5 sur le site AlloCiné, qui recense 20 titres de presse. Le film ne totalise que 111 005 entrées en France. Avec son budget de plus de 8 millions d'euros, il fait partie des dix films français les moins rentables de 2012.
Pour Fabien Reyre de Critikat, « tout sonne faux et creux, le film se résumant à une succession de gesticulations grotesques qui évacuent toute possibilité d’identification. »